# Cisgenesi
La cisgenesi (cis = al di qua, stessa e genesis = origine ) è una tecnica di manipolazione genetica citata per la prima volta nel 2000  e basata sul trasferimento di uno o più geni di un individuo di una determinata specie nel genoma di un individuo della stessa specie. A differenza della transgenesi, vengono utilizzati gli stessi promotore, introni e terminatore del gene trasferito: tutti questi elementi costituiscono un costrutto trasferibile.
Si tratta di una tecnica che non permette di decidere a priori il punto di inserzione del gene esogeno, il quale può verosimilmente inserirsi in regioni non espresse o all'interno della sequenza di altri geni, alterando il genotipo e di conseguenza il fenotipo dell'organismo bersaglio. La cisgenesi trova applicazione, compatibilmente con la regolamentazione in merito, nel settore agricolo e alimentare per la produzione di vegetali con caratteristiche favorevoli per l'uomo, tra cui specie di patata, mela, grano e vite.